# Charles Bukowski (kniha Barryho Milese)
Charles Bukowski je životopisná kniha Barryho Milese, anglického životopisce o americkém kultovním spisovateli Charlesi Bukowském.
Kniha vyšla v roce 2005 v londýnském nakladatelství Virgin Books.
Fotografii, jež byla použita na obálce pořídil přítel Charlese Bukowského Michael Montfort.
Česky knihu vydalo nakladatelství Volvox Globator v roce 2008.
Barry Miles byl nepřehlédnutelnou postavou londýnského kulturního dění šedesátých let, přátelil se s Beatles, Frankem Zappou, Andy Warholem i s celou řadou protagonistů "beat generation" - např. s Williamem Burroughsem či Allenem Ginsbergem. S Charlesem Bukowským se seznámil jako s autorem z cyklostylovaných amatérských časopisů, které prodával ve svém londýnském knihkupectví Indica. Poprvé se setkali v roce 1969 v Los Angeles, kdy Miles v rámci projektu Zapple natočil Bukowského první autorská čtení.
Kniha se v jedenácti kapitolách snaží o ucelený náhled na svérázného autora a opírá se vedle písemných pramenů o celou řadu novinářských a přátelských rozhovorů. Citace a zdroje jsou uvedeny od strany 356.
V jednom velmi zajímavém rozhovoru s novináři Davidem Andreonem a Davidem Bridsonem (z roku 1990) Charles Bukowski objasňuje svůj přístup k psaní. Není si jist, zda to, co píše, může něco vyjasnit či vysvětlit, ale cítí se lépe, když to napíše. Tvorba je reakce na skutečnost. Když se něco přihodí, člověk - je-li spisovatelem příhodu po čase zpracuje do literární formy. Vytváří se tak jistý ozdravný proces, vroucnost, povznesená nálada či jak to nazvat, při čemž vzniká intenzivní pocit štěstí. Autor tvrdí, že i ve smyšleném díle, v čisté fikci, vše pochází z jakési základní skutečnosti, z nějakého dojmu či vjemu. Tvorba je svým způsobem zázrakem.

## Obsah knihy
Úvod (str. 7)

1. Dům utrpení (str. 11)

2. Náckem na střední škole (str. 50)

3. Na cestě (str. 76)

4. Chlastání s Jane (str. 115)

5. Znovu za psacím strojem (str. 145)

6. Outsider roku (str. 168)

7. Chinaski jde na věc (str. 202)

8. Léta slávy (str. 236)

9. Boogie v bahně (str. 269)

10. San Pedro (str. 294)

11. Starý muž a jeho kočky (str. 322)

Seznam citací (str. 357)

Použitá literatura (str. 403)

Rejstřík (str. 415)